# Castillo de O Carbedo
El castelo do Carbedo es una fortaleza de origen medieval situada cerca del lugar de Carbedo, en la parroquia de Esperante, en el municipio gallego de Folgoso de Caurel, de la provincia de Lugo.

## Descripción
Está situado a 930 metros de altitud en un cerro, junto a la carretera que une Seoane con Visuña. Se conservan las ruinas de muros, una torre circular y divisiones interiores.
No se sabe su fecha exacta de construcción pero ya aparece citado en 1550 por Molina, que lo llama "Fortaleza de Courel". Perteneció a Nuno Peláez, que más tarde lo dejó a los Caballeros de la Orden de Santiago.
Las últimas exploraciones arqueológicas realizadas en el castillo datan de 1977 y 1979. El trabajo fue realizado por un equipo coordinado por José María Luzón Nogué y Francisco Javier Sánchez-Palencia. Los resultados se publicaron en 1980 en un libro titulado El Caurel y editado por el Ministerio de Cultura, dentro de la colección Excavaciones arqueológicas en España.